# Jean Garnier (peintre)
Pour les articles homonymes, voir Jean Garnier.
Jean Garnier est un peintre français de portraits, de fleurs et d'ornements, né à Meaux en 1632, et mort à Paris le 23 octobre 1705.

## Biographie
Jean Garnier a été reçu à l'Académie royale de peinture et de sculpture le 30 janvier 1672 avec comme morceau de réception Allégorie à Louis XIV protecteur des Arts et des Sciences (collections du château de Versailles).
L'Académie a fait célébrer un service funèbre le 30 octobre 1705 en mémoire des peintres Jean Garnier, mort le 23 octobre, et Marc Nattier, mort le 24 octobre.